# Suaeda palaestina
Suaeda palaestina är en amarantväxtart som beskrevs av Alexander Eig och Michael Zohary. Suaeda palaestina ingår i släktet saltörter, och familjen amarantväxter. Inga underarter finns listade i Catalogue of Life.